# Chun-che
Chun-che je řeka v provincii Che-nan v Číně. Je 443 km dlouhá. Povodí má rozlohu 12 500 km².

## Průběh toku
Protéká přes jižní část Velké čínské roviny. Ústí zleva do Chuaj-che.

## Vodní režim
Zdrojem vody jsou především dešťové srážky. V létě dochází k povodním. Průměrný průtok vody činí přibližně 100 m³/s a maximální až 1200 m³/s.

## Využití
Využívá se k zavlažování. Leží na ní město Sin-cchaj.